# Futbol Club Atlètic de Sabadell
El Futbol Club Atlètic de Sabadell (o Athletic FC com també era esmentat a l'època) fou un club català de futbol de la ciutat de Sabadell, al Vallès Occidental.

## Història
El club va ser fundat l'any 1909 per Jaume Rovira, ingressant a la Federació Catalana l'agost de 1910.
Fou un destacat club durant la primera meitat de segle xx. Rivalitzà amb l'altre club de la ciutat, el Centre d'Esports, principalment a la segona meitat de la dècada de 1910, època en què milità a la màxima categoria del Campionat de Catalunya de futbol. Ascendí a primera categoria a finalitzar la temporada 1914-15, en què es proclamà campió de Segona. La temporada 1918-19 acabà en la sisena i darrera posició del campionat i hagué de disputar una promoció amb el CE Europa, perdent-la i baixant de categoria. La següent temporada també fou dolenta. Acabà últim a la Primera B i tornà a disputar una promoció de descens, aquest cop davant el FC Martinenc i la tornà a perdre, baixant a la Segona Categoria (tercer nivell).
La temporada 1921-22 es proclamà campió de Barcelona de Segona Categoria i aconseguí retornar a la Primera B. Durant les següents onze temporades es mantingué en aquesta categoria, superant tres promocions de descens davant Reus Deportiu, FC Palafrugell i UD Girona. Però en acabar la temporada 1932-33, l'Atlètic Sabadell descendí finalment al tercer nivell del futbol català. El club començà a perdre pistonada i acabà desapareixent.
Els colors del club eren el groc i el negre.

## Temporades
| Temporada | Campionat                         | Posició        |
| --------- | --------------------------------- | -------------- |
| 1910-11   | C. de Catalunya Segona categoria  | ?              |
| 1911-12   | C. de Catalunya Segona categoria  | 14è            |
| 1912-13   | C. de Catalunya Segona categoria  | 8è             |
| 1913-14   | C. de Catalunya Segona categoria  | ?              |
| 1914-15   | C. de Catalunya Segona categoria  | 1r             |
| 1915-16   | C. de Catalunya Primera categoria | 6è             |
| 1916-17   | C. de Catalunya Primera categoria | 5è             |
| 1917-18   | C. de Catalunya Primera categoria | 4t             |
| 1918-19   | C. de Catalunya Primera categoria | 6è             |
| 1919-20   | C. de Catalunya Segona categoria  | 6è             |
| 1920-21   | C. de Catalunya Tercera categoria | 3r             |
| 1921-22   | C. de Catalunya Tercera categoria | 1r             |
| 1922-23   | C. de Catalunya Segona categoria  | 5è             |
| 1923-24   | C. de Catalunya Segona categoria  | 6è             |
| 1924-25   | C. de Catalunya Segona categoria  | 3r             |
| 1925-26   | C. de Catalunya Segona categoria  | 3r             |
| 1926-27   | C. de Catalunya Segona categoria  | 8è             |
| 1927-28   | C. de Catalunya Segona categoria  | 7è             |
| 1928-29   | C. de Catalunya Segona categoria  | 4t del 3r grup |
| 1929-30   | C. de Catalunya Segona categoria  | 4t del 2n grup |
| 1930-31   | C. de Catalunya Segona categoria  | 4t             |
| 1931-32   | C. de Catalunya Segona categoria  | 8è del 2n grup |
| 1932-33   | C. de Catalunya Segona categoria  | 7è del 2n grup |
| 1933-34   | No participa                      |                |
| 1934-35   | C. de Catalunya Tercera categoria | 6è del 1r grup |